# Chiesa di San Clemente (Padova)
La chiesa di San Clemente I Papa è un edificio religioso medievale che si affaccia su Piazza dei Signori, a Padova. Secondo un'antica tradizione, la chiesa venne donata alla città dai padovani che avevano fondato le comunità di Rivoalto e Dorsoduro, la primitiva Venezia, nel secolo V.  Già Parrocchiale, attualmente è Rettoria dipendente dalla Basilica Cattedrale di Santa Maria Assunta.

## Storia
La leggenda della fondazione della chiesa di San Clemente papa è riportata dai più antichi storiografi padovani e veneziani e si lega alla fondazione della città di Venezia, e delle prime comunità che colonizzarono le isole di Rivoalto e Dorsoduro. Le comunità della nascente città lagunare avrebbero donato a Padova dopo il 421, in segno di riconoscenza soprattutto per la costruzione della chiesa di San Giacomo (consacrata dal vescovo Severiano dei Dauli il 25 marzo 421), l'edificio dedicato al quarto Vescovo di Roma.
(Guglielmo Ongarello)
Menzionata in documenti del 1190, fu elevata a parrocchiale nel XIV secolo. A partire dal 1386 si commemorava la vittoria di Francesco da Carrara su Antonio della Scala.
Furono le fraglie delle vicine piazze del mercato a favorirne lo sviluppo, commissionando altari privati e lavori di restauro. L'edificio medievale fu notevolmente alterato nel XVI secolo, durante i lavori di risistemazione della piazza antistante, e successivamente nel '600 e nel '700.
Vi è sepolto il celebre scultore padovano Tiziano Minio.

## Descrizione

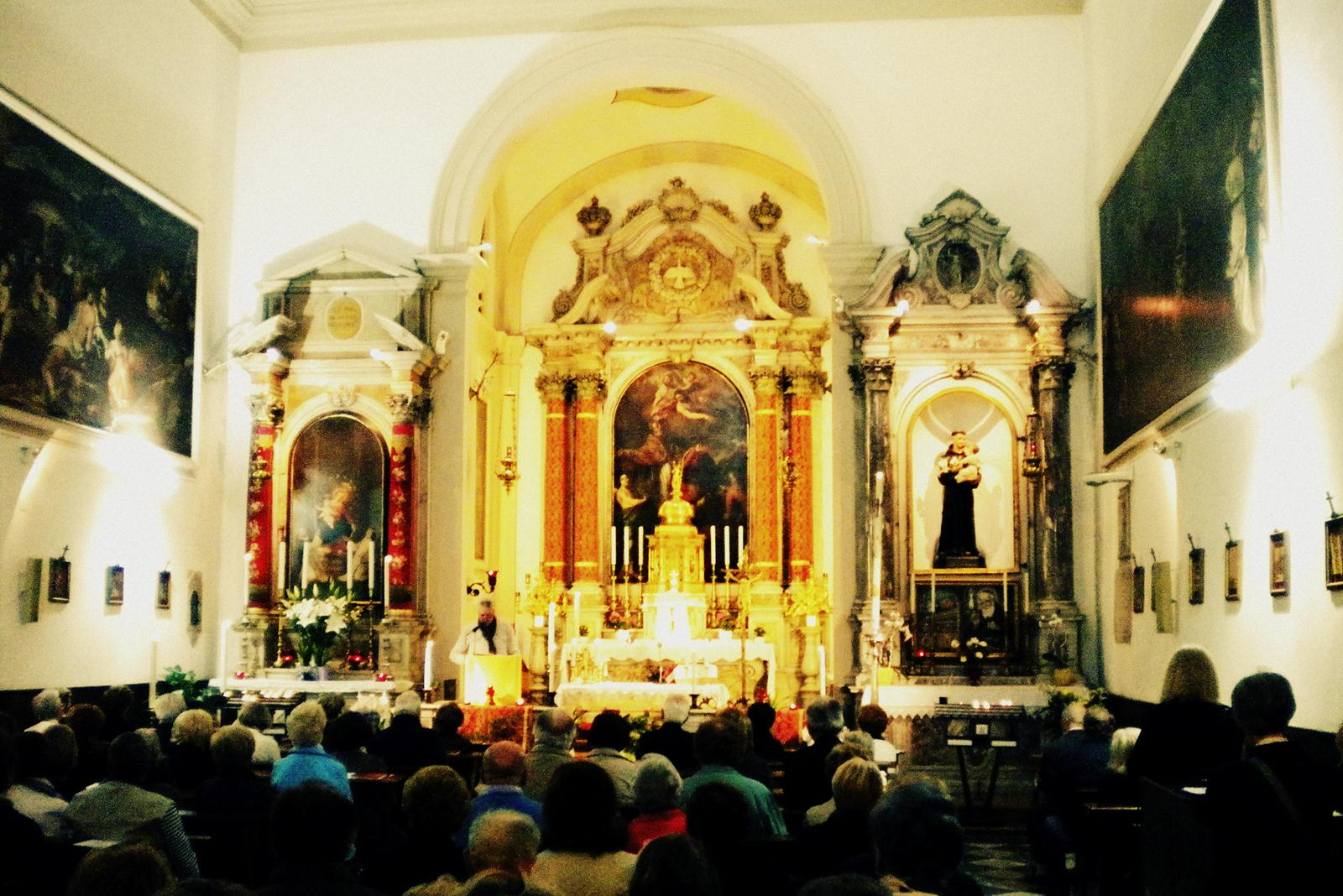
Interno

### Esterno
Solo la facciata caratterizza l'esterno dell'edificio, che è circondato da fabbricati d'abitazione e ad uso commerciale. Il prospetto, che guarda verso la Torre dell'Orologio, è tripartito da lesene di ordine gigante terminate da capitelli corinzi che sostengono un frontone coronato dalle statue di san Clemente, santa Giustina e san Daniele. Tra i capitelli si estendono dei ricchi festoni. Il portale, con timpano è sovrastato da un grande rosone circondato da una ricca decorazione in cotto (XII-XIII secolo). in basso, un piccolo tondo ad altorilievo trecentesco, raffigurante san Clemente. Sulle nicchie, le statue di sant'Alò e san Giovanni Battista datate 1696, caratterizzate dalle insegne delle fraglie. Sul lato, di innalza un campanile a vela neobarocco: sostituisce una torretta campanaria coperta da cupolino demolita nella seconda metà dell'Ottocento, posta sullo stesso luogo dell'attuale.

### Interno
L'aula voltata a carena è terminata da una piccola abside a pianta quadrata. Si conservano opere di Giovan Battista Bissoni, Giulio Cirello e Pietro Damini (Gesù consegna le chiavi a Pietro).
L'altar maggiore del 1782 ospita la pala di San Clemente Papa cinto dagli angeli, opera preziosa di Luca Ferrari da Reggio. Particolare l'altare di Sant'Antonio, eretto a spese della "fratelea casolinorum" (i pizzicagnoli), con bassorilievo raffigurante il Battista con gli attrezzi del mestiere dei committenti. La statua di sant'Antonio ha sostituito una tela raffigurante San Carlo Borromeo e una Santa monaca di Pietro Malombra recentemente restaurata. Vicino all'entrata vi è un affresco attribuito a Jacopo Bellini.

### Organo a canne
Sulla cantoria settecentesca in controfacciata, entro una cassa rococò, si trova l'organo a canne, costruito agli inizi del XX secolo da Domenico Malvestio probabilmente riutilizzando parte del materiale fonico del precedente organo, forse seicentesco.
Lo strumento, completamente chiuso in cassa espressiva e con sistema di trasmissione misto, meccanico per il manuale e il pedale, pneumatico per i registri, ha un'unica tastiera di 54 note e una pedaliera dritta di 27. Le canne sono interamente chiuse entro cassa espressiva ad eccezione di alcune appartenenti al registro principale 8'.